# جيمس دبليو. ديفيدسون
جيمس دبليو. ديفيدسون (بالإنجليزية: James W. Davidson) هو صحفي أمريكي، ولد في 14 يونيو 1872 في أوستين في الولايات المتحدة، وتوفي في 18 يوليو 1933 في كالغاري في كندا.